# Народен фронт за освобождение на Южен Виетнам
Народният фронт за освобождение на Южен Виетнам (НФОЮВ, на виетнамски: Mặt trận Dân tộc Giải phóng miền Nam Việt Nam), съкратено наричан Виет Конг (Việt Nam Cộng Sản), е военно-политическа организация в Южен Виетнам по време на Виетнамската война (1960-1975).
Съвместно с правителството на Демократична република Виетнам (т.е. Северен Виетнам) води въоръжена борба срещу правителството на Република Виетнам (т.е. Южен Виетнам) и войските на САЩ, като я завършва успешно с превземането на столицата Сайгон на 30 април 1975 г.

## Наименования
Официално организацията се нарича Народен фронт за освобождение на Южен Виетнам. Някои автори съкращават неправилно името до Народен либерален фронт (НЛФ), където „либерален“ означава „освободителен“, а не „либерал“ (т.е. изповядващ политическия либерализъм).
Виет Конг (Việt Cộng – съкратено от Việt Nam Cộng Sản) означава виетнамски комунист. Наименованието се появява за първи път в сайгонски вестници през 1956 г. Най-ранните цитати за „Виет Конг“ на английски са от 1957 г.

## Създаване
След Първата индокитайска война (на Франция срещу Виетнам) през 1954 г. държавата се разделя на Северен Виетнам на Хо Ши Мин и Южен Виетнам на Нго Дин Дием по примера на Корея. Разделението е замислено като временна мярка до изборите през 1956 г., които така и не се състоят.
През октомври 1955 година в Южен Виетнам е провъзгласена Република Виетнам. През есента на 1957 година комунистическите нелегални дейци преминават към въоръжена борба с южновиетнамското правителство чрез НФОЮВ.